# ماريو جيوردانو (سياسي)
ماريو جيوردانو (بالإيطالية: Mario Giordano)‏ هو صحفي وكاتب وسياسي إيطالي، ولد في 19 يونيو 1966 في ألساندريا في إيطاليا.